# Saint-Caprais, Lot
Saint-Caprais är en kommun i departementet Lot i regionen Occitanien i södra Frankrike. Kommunen ligger i kantonen Cazals som tillhör arrondissementet Cahors. År 2022 hade Saint-Caprais 80 invånare.

## Befolkningsutveckling
Antalet invånare i kommunen Saint-Caprais
| Referens: INSEE |